# مسجد كامبونج بيناباي
مسجد كامبونج بيناباي يقع المسجد في منطقة كامبونج بيناباي، والتي تقع على بعد حوالي خمسة كيلومترات من بيكان توتونج في بروناي، تم البدء بناء المسجد في الحادي عشر من شهر مايو من عام 1993، على موقع أرض مساحة 0.60 فدان، واكتمل البناء في الرابع من شهر نوفمبر من عام 1993، أما نفقات تمول بناء المسجد فقد تكفل بها بالكامل المجلس الديني الإسلامي في بروناي، بلغ مجموعها 225،000.00 دولار .
تبلغ قدرة مسجد كامبونج بيناباي الاستيعابية حوالي 200 مصلي في وقت واحد.